# Џејми Дорнан
Џејмс Питер Максвел Дорнан (енгл. James Peter Maxwell Dornan; Холивуд, 1. мај 1982) британски је глумац, манекен и музичар. Познат је по улози Кристијана Греја у филмском серијалу Педесет нијанси (2015—2018).

## Биографија
Рођен је у Холивуду, а одрастао у предграђу Белфаста. Мајка му је умрла од рака панкреаса када је Дорнан имао 16 година. Његов отац Џим Дорнан, акушер и гинеколог који је такође размишљао да постане глумац, умро је 15. марта 2021. од компликација повезаних са ковидом 19. Има две старије сестре. Рођак је глумице Грир Гарсон.
Године 2003. упознао је глумицу Киру Најтли. Након две године везе, раскинули су 2005. Године 2010. упознао је глумицу и кантауторку Амелија Ворнер. Верили су се 2012, а венчали 2013. Имају три ћерке. Дорнан се изјашњава као атеиста. У интервјуима је изјавио да себе сматра Ирцем.

## Филмографија
| Улоге на филму      |                              |               |                            | |
| Година              | Српски назив                 | Изворни назив | Улога                      | Напомена                                                                                                 |
| 2006.               | Марија Антоанета             |               | Аксел фон Ферсен           | |
| 2008.               | Више од рејва                |               | Ед                         | |
| 2009.               | Сенке на сунцу               |               | Џо                         | |
| 2014.               | Лет кући                     |               | Колин                      | |
| 2015.               | Педесет нијанси — сива       |               | Кристијан Греј             | Златна малина за најгорег глумца номинација - МТВ филмска награда за најбољи пољубац (са Дакотом Џонсон) |
| 2015.               | Загорео                      |               | Лион Свини                 | избрисане сцене                                                                                          |
| 2016.               | Антропоид                    |               | Јан Кубиш                  | номинација - Британска независна филмска награда за најбољег глумца у споредној улози                    |
| 2016.               | Опсада Јадотвила             |               | Пет Квинлан                | |
| 2016.               | Девети живот Луиса Дракса    |               | др Алан Паскал             | |
| 2017.               | Педесет нијанси мрачније     |               | Кристијан Греј             | номинација - Златна малина за најгорег глумца                                                            |
| 2018.               | Педесет нијанси — ослобођени |               | Кристијан Греј             | |
| 2018.               | Раздвојени                   |               | Ник                        | |
| 2018.               | Робин Худ: Почетак           |               | Вил Скарлет                | |
| 2021.               | Белфаст                      |               | Тата                       | номинација - Златни глобус за најбољег споредног глумца у играном филму                                  |
| 2023.               | Срце од камена               |               | Паркер                     | |
| Улоге на телевизији |                              |               |                            | |
| 2011–2013           | Некада давно                 |               | Ловац/Шериф Грејем Хамберт | 9 епизода                                                                                                |
| 2013–2016           | Пад                          |               | Пол Спектор                | 17 епизода                                                                                               |
| 2014.               | Нови светови                 |               | Ејб Гоф                    | 4 епизоде                                                                                                |
| 2018.               | Моја вечера са Ервом         |               | Дени Тејт                  | ТВ филм                                                                                                  |